# ضاحكة ثانية علوية
الضاحكة الثانية العلوية أو الضاحك الثاني العلوي (بالإنجليزية:Maxillary Second Premolar) هو واحد من الأسنان الموجودة في الفك العلوي، ويقع بشكل جانبي (بعيدًا عن خط المنتصف للوجه) بالنسبة للضرس العلوي الأول، ولكن يقع بشكل قريب (نحو خط المنتصف للوجه) من الضرس العلوي الأول في الجهة المقابلة. وظيفة هذا الضرس مشابهة لوظيفة الأضراس الأولى من حيث الطحن، وهو الفعل الرئيسي أثناء المضغ. يحتوي الضرس العلوي الثاني على نتوءين (تلال) لكنهما أقل حدة مقارنة بتلك الموجودة في الضرس العلوي الأول. لا يوجد أضراس لبنية (أسنان أطفال) في الفك العلوي. بدلاً من ذلك، الأسنان التي تسبق الأضراس الدائمة العلوية هي الأضراس اللبنية العلوية.

في نظام الترقيم العالمي، يتم تعيين الأضراس العلوية الدائمة باستخدام أرقام. الضرس العلوي الثاني الأيمن يعرف بالرقم "4"، بينما الضرس العلوي الثاني الأيسر يعرف بالرقم "13". في الترقيم بالرموز (Palmer notation)، يستخدم رقم مع رمز يحدد أي ربع من الفم توجد فيه السن. بالنسبة لهذا الضرس، يكون للضرسين العلويين الثانيين نفس الرقم "5"، لكن الضرس العلوي الثاني الأيمن يكون تحته الرمز "┘"، بينما الضرس العلوي الثاني الأيسر يكون تحته الرمز "└". يوجد نظام ترقيم مختلف عن النظامين السابقين في الترقيم الدولي، حيث يعرف الضرس العلوي الثاني الأيمن بالرقم "15"، بينما الضرس العلوي الثاني الأيسر يعرف بالرقم "25".